# Томас, Альберт Генри
Альберт Генри Томас (англ. Albert Henry Thomas; 1 июля 1888, Кингс-Нортон, Великобритания — 13 января 1963, Нью-Йорк, США) — британский боксёр, чемпион летних Олимпийских игр 1908.
На Играх 1908 в Лондоне Томас соревновался в весовой категории до 52,6 кг. Дойдя финала, он занял первое место и выиграл золотую медаль. После Игр он перешёл в профессионалы. Томас выиграл 21 встречу, проиграл 13 и 2 свёл к ничьей.